# Підземна споруда (Судак)
Підземна споруда (Кругла цистерна, Цистерна № 3) — пам'ятка архітектури національного значення України (охор. № 010071/21), що належить до комплексу пам'яток Генуезької фортеці в Судаку.
У Верхньому місті збереглися підземні споруди, щодо призначення яких серед дослідників немає одностайності. Переважає думка про використання їх як цистерн для збирання та зберігання води, з постачанням якої для потреб фортеці були великі труднощі, особливо під час облог. Тієї води, що надходила керамічними трубами з гори Перчем, було недостатньо, тому збирали ще дощову і талу воду з самої території фортеці.
Підземна споруда знаходиться в східній частині фортеці, недалеко від мечеті. Призначення не встановлено: одні вважають її цистерною для збору і зберігання води, інші — в'язницею.
До підземної споруди веде вузький ступінчастий хід, вона кругла в плані, мала купольне перекриття. Стіни з вапняку, підлога викладена плитами. Збереглися стіни і основа зводу з керамічними трубами для збору води.
Сьогодні порожнину резервуара повністю засипано землею. Можливо, це було зроблено працівниками музею-фортеці для захисту кам'яних склепінь від повного руйнування.